# 松葉川温泉
松葉川温泉（まつばかわおんせん）は、高知県高岡郡四万十町日野地（旧土佐国）にある温泉。

## 泉質
- 単純硫黄冷鉱泉 - 大浴場使用
  - 源泉温度10.6℃の冷鉱泉。
- 温泉法上の温泉（フッ化物イオン、メタホウ酸、炭酸水素ナトリウム）- 露天風呂使用
  - 源泉温度17.8℃の冷鉱泉。

## 温泉地
四万十川の奥座敷、山中に一軒宿の「ホテル松葉川温泉」が存在。日帰り入浴可能。

## 歴史
開湯時期は不詳。既に江戸時代には霊泉として知られていた。

## アクセス
JR土讃線窪川駅より四万十交通バスで松葉川温泉行き35分
高知自動車道・高知ICから四万十町中央ＩＣを降り56号線へ～国道56号線から県道19号線へ約30分